# Чорли, Ричард
Ричард Чорли (англ. Richard Chorley; 4 сентября 1927, Майнхед, Англия — 12 мая 2002, Кембридж) — английский географ, геоморфолог. Один из видных представителей школы пространственного анализа.
Родился в местечке Майнхед в Сомерсете, в девятнадцать лет был призван в армию, где служил в инженерных войсках. После демобилизации поступил в Оксфордский университет, который окончил с отличием в 1951 году. Затем семь лет жил в США: учился в Колумбийском университете, там же начал преподавать. В 1954 году в Оксфорде ему была присуждена степень магистра. В 1958 году вернулся в Англию и до конца жизни работал в Кембриджском университете (с 1974 года — профессор, в 1984-1989 годах был деканом географического факультета).
Привнёс количественные методы и системный анализ в геоморфологию и физическую географию. В теории географической науки наиболее известен как соавтор и соредактор работ, созданных совместно с Питером Хаггетом

## Основные труды
- Models in geography, 1967 (редактор, совместно с Питером Хаггетом)
- Network Analysis in Geography, 1969 (в соавторстве с Питером Хаггетом)
- Physical Geography: A Systems Approach (1971)
- Environmental Systems (1978)